# Lorraine Foster
Lorraine Lois Foster (Culver City, 25 de dezembro de 1938) é uma matemática estadunidense.
Em 1964 tornou-se a primeira mulher a obter um Ph.D. em matemática no Instituto de Tecnologia da Califórnia (Caltech ). Olga Taussky-Todd foi sua orientadora.
Nascida Lorraine Lois Turnbull, frequentou o Occidental College. Foi admitida no Caltech após receber uma bolsa da Fundação Woodrow Wilson. Em 1964 foi professora da Universidade do Estado da Califórnia em Northridge. Trabalha com teoria dos números a com a teoria da simetria matemática. Seu número de Erdős é 2.